# Делион, Валентина
Валентина Делион (рум. Valentina Delion; род. 30 октября 1973) — молдавская легкоатлетка, специалистка по бегу на длинные дистанции и марафону. Выступала как элитная бегунья в 1998—2012 годах, пробежала за свою карьеру более пятидесяти марафонов, в том числе неоднократно становилась победительницей и призёркой, участница летних Олимпийских игр в Пекине.

## Биография
Валентина Делион родилась 30 октября 1973 года.
Регулярно принимала участие в шоссейных соревнованиях с 1998 года, в частности в этом сезоне стала второй на Подгорицком и Загребском марафонах.
В 1999 году одержала победу на марафоне в Бухаресте, была шестой во Вроцлаве, второй в Подгорице, третьей в Дембно.
В 2000 году выиграла марафон в Залэу, финишировала второй в Дембно, шестой в Познани.
В 2001 году добавила в послужной список победы на Апелдорнском, Регенсбургском и Мюнхенском марафонах, стала второй в Оттерндорфе, шестой в Дембно.
Попав в основной состав молдавской национальной сборной, в 2002 году приняла участие в марафонском забеге на чемпионате Европы в Мюнхене, однако в конечном счёте сошла здесь с дистанции и не показала никакого результата. Помимо этого заняла вторые места на марафонах в Апелдорне и Бонне, тогда как в Регенсбурге и Бухаресте была третьей. В зачёте Франкфуртского марафона с результатом 2:43:56 финишировала седьмой.
На марафонах 2003 года показала следующие результаты: 3-е место в Дембно, 3-е место в Бухаресте, 5-е место в Подгорице, 4-е место в Монте-Карло.
В 2004 году была шестой в Апелдорне, второй в Бонне, седьмой в Праге, первой в Оттерндорфе, второй в Бухаресте.
На Боннском марафоне 2005 года обошла всех своих соперниц на дистанции и установила свой личный рекорд — 2:36:50. Также финишировала второй в Майнце и шестнадцатой в Сингапуре.
В 2006 году вновь выиграла Боннский марафон, стала пятой в Майами и четвёртой во Флоренции.
В 2007 году оказалась второй на марафоне в Тыргу-Жиу, третьей в Бонне, второй в Касселе, четвёртой в Кошице и пятой в Милане.
В 2008 году заняла второе и третье места на марафонах в Тыргу-Жиу и Бонне соответственно. Благодаря череде удачных выступлений удостоилась права защищать честь страны на летних Олимпийских играх в Пекине — стартовала здесь в программе женского марафона, но в конечном счёте сошла с дистанции и не показала никакого результата.
После пекинской Олимпиады Делион ещё в течение некоторого времени оставалась действующей элитной бегуньей и продолжала принимать участие в крупнейших международных стартах. Так, в 2009 году она стала второй в Бонне, Торуне и Бухаресте, показала восьмой результат в Майнце.
В 2010 году заняла второе место в Валенсии, четвёртое место в Дембно, тогда как в Каварне не финишировала.
В 2011 году с четвёртым результатом пробежала марафон в Дембно, при этом в Каварне и Флоренции сошла с дистанции.
В 2012 году стала четвёртой на марафоне в Дембно и восьмой на полумарафоне в Каварне.